# Прјеход
Прјеход (слч. Priechod) насељено је мјесто са административним статусом сеоске општине (слч. obec) у округу Банска Бистрица, у Банскобистричком крају, Словачка Република.

## Становништво
| Година:    | 1994. | 2004.   | 2014.   | 2024.    |
| ---------- | ----- | ------- | ------- | -------- |
| Број људи: | 860   | 927     | 917     | 1030     |
| Разлика:   |       | +7,79 % | -1,07 % | +12,32 % |

| Година:    | 2023. | 2024.   |
| ---------- | ----- | ------- |
| Број људи: | 1043  | 1030    |
| Разлика:   |       | -1,24 % |

Према подацима о броју становника из 2011. године насеље је имало 895 становника.